# EXAT 51
EXAT 51 je naziv umjetničke grupe iz Zagreba, (kombinacija kratice od Eksperimentalni atelje i godine službenog formiranja 1951.), slikara i arhitekata koja je djelovala u Zagrebu od 1950. do 1956. godine.
Članovi grupe bili su arhitekti; Bernardo Bernardi, Zdravko Bregovac, Zvonimir Radić, Božidar Rašica, Vjenceslav Richter, Vladimir Zarahović i slikari; Vlado Kristl, Ivan Picelj i Aleksandar Srnec.
EXAT 51 se zalagao za apstraktnu umjetnost, suvremene vizualne komunikacije i sintezu svih disciplina likovnog stvaralaštva, danas bi se to reklo - total dizajn. U poratno vrijeme, kada je socijalistički realizam bio gotovo službena umjetnost, to su bili hrabri stavovi. Grupi i njezinom djelovanju svakako je išao u prilog razlaz tadašnje Jugoslavije sa SSSR-om i odbacivanje rezolucije Informbiroa od strane Tita.

## Vanjske poveznice
- EXAT 51 Hrvatska tehnička enciklopedija, portal hrvatske tehničke baštine. LZMK